# Олімпійський вогонь

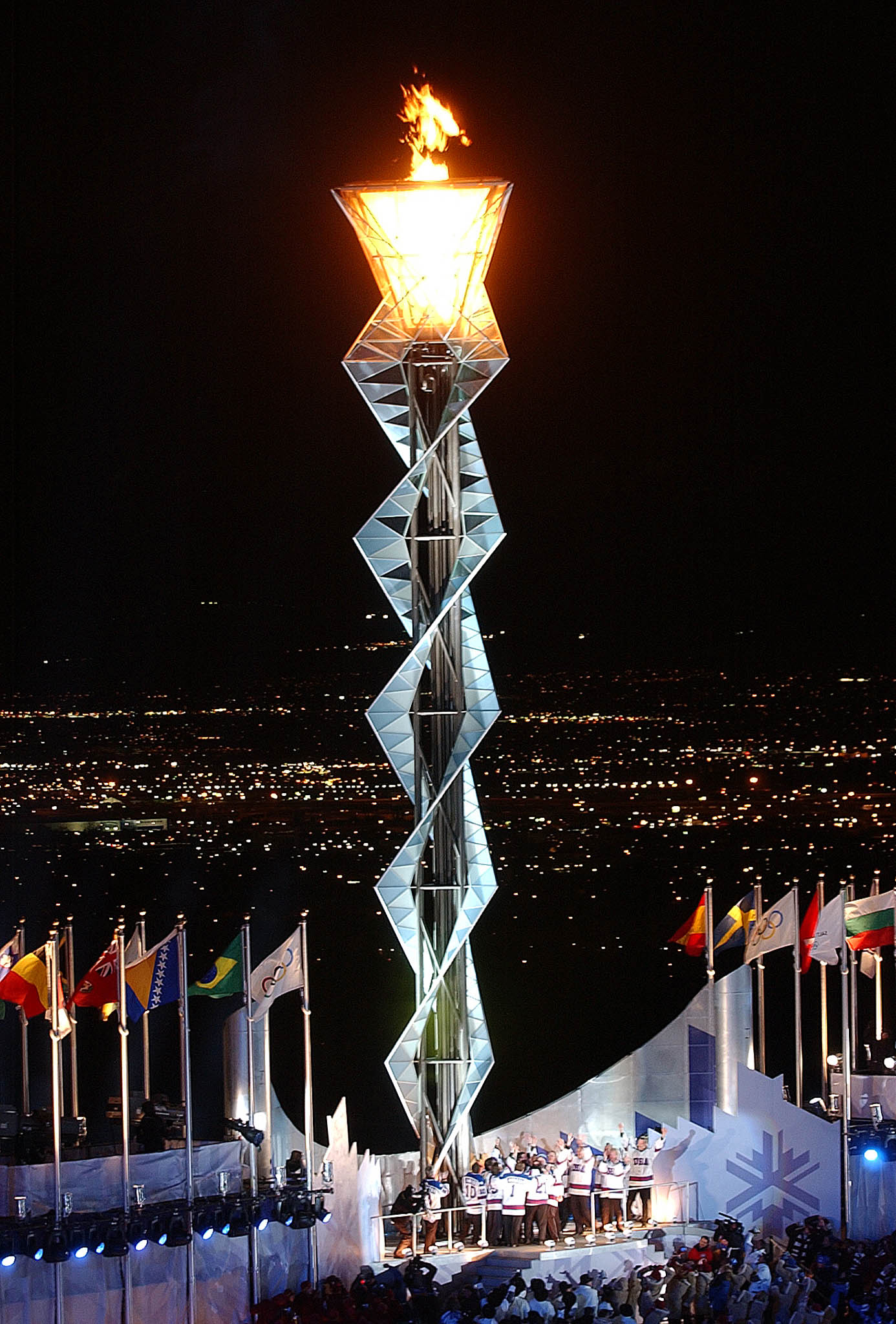
Зимові Олімпійські ігри. Солт-Лейк-Сіті, 2002

Олімпі́йський вого́нь — один із символів Олімпійських ігор. Його запалюють у місті проведення ігор під час відкриття — і він горить до їх завершення.

## Історія
Традиція запалювати Олімпійський вогонь існувала в Стародавній Греції під час проведення античних Олімпійських ігор. Олімпійський вогонь служив згадкою про подвиг Прометея, що за легендою викрав вогонь у Зевса та подарував його людям.
Відбувалась церемонія запалювання олімпійського вогню біля храму Гери в Олімпії. Поновив його П'єр де Кубертен у 1912 р. Смолоскип запалюють в Олімпії спрямованим пучком сонячного проміння, утвореного увігнутим дзеркалом. Олімпійський вогонь символізує чистоту, прагнення досконалості і боротьбу за перемогу, а також мир і дружбу
1928 року традицію відроджено. Вона зберігається досі. Під час Олімпійських ігор 1936 року, що відбулися в Берліні, вперше проведено естафету Олімпійського вогню. Понад 3 000 бігунів брали участь у пронесенні смолоскипа з Олімпії до Берліна.
На Зимових Олімпійських іграх вогонь запалювався і 1936 року, і 1948 року, але естафету вперше провели тільки 1952 року — перед Олімпійськими іграми в Осло. Однак вона стартувала не з Олімпії, а з Моргедалі (Норвегія).
Напередодні Пекінської Олімпіади 24 березня 2008 року в Олімпії під час урочистої театралізованої церемонії вогонь запалила Марія Нафпліоту в ролі головної жриці. 31 березня олімпійський вогонь доставлено в Пекін, де почався і закінчився маршрут естафети, що тривав 130 днів.
ЦІКАВО ЗНАТИ
- Під час передавання вогню в олімпійській естафеті  використовують смолоскип
- Доправляють олімпійський вогонь з Олімпії до великої чаші олімпійського стадіону -  смолоскиповою естафетою.
-  У 1934 р. на сесії МОК, Афіни (Греція). вирішили проводити смолоскипові естафети від стародавньої Олімпії до олімпійського стадіону.
- Ідея проведення смолоскипної естафети олімпійського вогню  належить професорові Карлу Діємму.
- На Олімпійських іграх 1936 р., Берлін (Німеччина) започаткували традицію смолоскипової естафети олімпійського вогню?
- Символічне випускання голубів супроводжує запалювання олімпійського вогню в головній чаші Олімпійського стадіону.  Уперше випустили в небо голубів як символ миру на IX Олімпійських іграх 1928 р.
- У Мексику олімпійський вогонь був доставлений  за маршрутом каравел Христофора Колумба?
-  Вперше олімпійський вогонь потрапив з Європи в Азію у 1964 р
- Щоб дістатися столиці Ігор Олімпіади 1948 р. у Лондоні (Велика Британія) олімпійський вогонь здійснив першу морську подорож. , Вогонь перетнув затоку Ла-Манш на кораблі ВМС Великої Британії.
- У 1952 р. перед  Літньою Олімпіадою в Гельсинкі смолоскип, запалений на землі Еллади, вперше піднявся  у повітря. У Фінляндію його доставили літаком. І 19 липня спортсмен, якого спеціально не оголошував диктор  з'явився з смолоскипом на стадіоні. Але по характерній манері бігу усі впізнали великого П. Нурмі (56 років), володаря дев'яти золотих олімпійських медалей.  Перед запаленням вогню  П. Нурмі передає смолоскип ще одній живій легенді фінського спорту Ханнесу Колехмайнену, володарю чотирьох золотих та одної срібної олімпійських нагород, який і запалює вогонь у чаші. https://issuu.com/olympicua/docs/voloshin.С.127
- Наступну повітряну подорож олімпійський вогонь здійснив через чотири роки — у шахтарській лампі його привезли до Австралії.
- Напередодні Зимових ігор 1952 року в Осло естафета почалась біля каміна в будинку-музею Сондре Норгейма. Так норвежці вшанували основоположника лижного спорту у своїй країні. Уся естафета була лижною.
-  За час своєї історії олімпійський вогонь здійснив космічну подорож. У 1976 р., Монреаль (Канада).. Спеціальний прилад перетворив іонізовані частинки полум'я в імпульс, який передали через Атлантику за допомогою космічного супутника. У Канаді сигнал перетворили назад у полум'я.
- На зимову Олімпіаду в Альбервілле у 1992 році олімпійський вогонь летів надзвуковим «Конкордом». Через два роки організатори Ігор у Ліллехаммері вперше використали в естафеті не тільки оленячу упряжку та парашут, а й інвалідний візок.
- Перед Олімпіадою 1996 року в Атланті олімпійський смолоскип вперше побував у космосі. Щоправда, з міркувань безпеки, вогонь на орбіті не запалювали.
- У 2000 р., Сідней (Австралія) поблизу Великого бар'єрного рифу вогонь здійснив першу підводну подорож. Австралійський біолог Венді Крейг-Дункан несла спеціально розроблений олімпійський смолоскип, який горів під водою, на морському дні Ажинкурського рифу, біля узбережжя австралійського штату Квінсленд.
- Головною і найяскравішою подією всього маршруту естафети вогню Ігор XXIX Олімпіади, яка відбулася в Пекіні, стало досягнення найвищої вершини світу — гори Еверест, висотою 8 848 м над рівнем моря. Олімпійський вогонь альпіністи доставили на вершину в спеціальних капсулах, розроблених для збереження полум'я в умовах низьких температур і розрідженого повітря.
- У 2006 році перед Зимовою Олімпіадою в Турині олімпійський вогонь прокатався  на венеційській гондолі та боліді «Феррарі». Вогонь пекінської Олімпіади досяг найвищої вершини світу — гори Еверест.
У 2004 році відбулася перша Всесвітня смолоскипна естафета, яка тривала 78 днів. Олімпійський вогонь подолав дистанцію у більш, ніж 78 тисяч кілометрів, побувавши у руках 11400 учасників дійства. Естафета вперше пройшла Африкою і Південною Америкою, відвідала усі міста-господарі попередніх ігор і закінчила свій шлях в Афінах — столиці Літніх Ігор 2004.
У 2006 році перед Зимовою Олімпіадою в Турині олімпійський вогонь прокатався на венеційській гондолі та боліді «Феррарі». Вогонь пекінської Олімпіади досяг найвищої вершини світу — гори Еверест.

## Персоналії, що отримали право запалити олімпійський вогонь

### Літні Олімпійські ігри
| рік  | місто/країна   | місто/країна    | смолоскипоносець                                                                                      | спеціалізація                                                                         |
| ---- | -------------- | --------------- | --- | ------------------------------------------------------------------------------------- |
| 1936 | Берлін         | Німеччина       | Фріц Шильген                                                                                          | Легка атлетика                                                                        |
| 1948 | Лондон         | Британія        | Джон Марк                                                                                             | Легка атлетика                                                                        |
| 1952 | Гельсінкі      | Фінляндія       | Пааво Нурмі                                                                                           | Легка атлетика                                                                        |
| 1956 | Мельбурн       | Австралія       | Рон Кларк, в Стокгольмі — Ханс Вікне                                                                  | Легка атлетика                                                                        |
| 1960 | Рим            | Італія          | Джанкарло Періс                                                                                       | Легка атлетика                                                                        |
| 1964 | Токіо          | Японія          | Сакаї Йосінорі                                                                                        | Студент, який народився 6 серпня 1945 року, в день атомного бомбардування Хіросіми    |
| 1968 | Мехіко         | Мексика         | Норма Енрікета Басіліо де Сотело                                                                      | Легка атлетика                                                                        |
| 1972 | Мюнхен         | Німеччина       | Гюнтер Зан                                                                                            | Легка атлетика                                                                        |
| 1976 | Монреаль       | Канада          | Стефан Префонтен та Сандра Гендерсон                                                                  | Спортсмени у віці 18 та 16 років, уособлення олімпійської зміни                       |
| 1980 | Москва         | Радянський Союз | Сергій Бєлов                                                                                          | Баскетбол                                                                             |
| 1984 | Лос-Анджелес   | Сполучені Штати | Рафер Джонсон                                                                                         | Десятиборство                                                                         |
| 1988 | Сеул           | Корея           | Чон Сун-Ман, Кім Вон-Тхак, Сон Мі-Чун                                                                 | Легка атлетика                                                                        |
| 1992 | Барселона      | Іспанія         | Антоніо Реболло                                                                                       | Стрільба з лука                                                                       |
| 1996 | Атланта        | Сполучені Штати | Мохаммед Алі                                                                                          | Бокс                                                                                  |
| 2000 | Сідней         | Австралія       | Кеті Фрімен                                                                                           | Легка атлетика                                                                        |
| 2004 | Афіни          | Греція          | Ніколаос Какламанакіс                                                                                 | Віндсерфінг                                                                           |
| 2008 | Пекін          | Китай           | Лі Нін                                                                                                | Спортивна гімнастика                                                                  |
| 2012 | Лондон         | Британія        | Келлум Ейрлі, Джордан Дакітт, Дезіре Генрі, Кеті Кірк, Кемерон МакРічі, Ейдан Рейнольдс, Адель Трейсі | Сім підлітків у віці від 16 до 19 років, висунутих відомими британськими спортсменами |
| 2016 | Ріо-де-Жанейро | Бразилія        | Вандерлей ді Ліма                                                                                     | Легка атлетика                                                                        |
| 2020 | Токіо          | Японія          | Наомі Осака                                                                                           | Теніс                                                                                 |
| 2024 | Париж          | Франція         | |                                                                                       |
| 2028 |                |                 | |                                                                                       |

### Зимові Олімпійські ігри
| рік  | місто/країна      | місто/країна    | смолоскипоносець                                                   | спеціалізація                                                                      |
| ---- | ----------------- | --------------- | ------------------------------------------------------------------ | ---------------------------------------------------------------------------------- |
| 1952 | Осло              | Норвегія        | Ейгіл Нансен                                                       | Онук Фрітьофа Нансена                                                              |
| 1956 | Кортіна-д'Ампеццо | Італія          | Гвідо Каролі                                                       | Ковзанярський спорт                                                                |
| 1960 | Скво-Веллі        | Сполучені Штати | Кеннет Хенрі                                                       | Ковзанярський спорт                                                                |
| 1964 | Інсбрук           | Австрія         | Йозеф Рідер                                                        | Гірськолижний спорт                                                                |
| 1968 | Гренобль          | Франція         | Ален Кальма                                                        | Фігурне катання                                                                    |
| 1972 | Саппоро           | Японія          | Хідекі Такада                                                      | Школяр                                                                             |
| 1976 | Інсбрук           | Австрія         | Йозеф Файстмантль та Крістль Гаас                                  | Санний спорт                                                                       |
| 1980 | Лейк-Плесід       | Сполучені Штати | Чарльз Морган Керр                                                 | Доктор психології                                                                  |
| 1984 | Сараєво           | Югославія       | Сандра Дубравчич                                                   | Фігурне катання                                                                    |
| 1988 | Калгарі           | Канада          | Робін Перрі                                                        | Школярка                                                                           |
| 1992 | Альбервіль        | Франція         | Мішель Платіні та Франсуа-Сірілл Гранж                             | Футболіст та школяр із Савойї                                                      |
| 1994 | Ліллехаммер       | Норвегія        | Хокон VII                                                          | Кронпринц Норвегії                                                                 |
| 1998 | Нагано            | Японія          | Мідорі Іто                                                         | Фігурне катання                                                                    |
| 2002 | Солт-Лейк-Сіті    | Сполучені Штати | Олімпійська збірна США 1980 року                                   | Хокей із шайбою                                                                    |
| 2006 | Турин             | Італія          | Стефанія Бельмондо                                                 | Лижні перегони                                                                     |
| 2014 | Ванкувер          | Канада          | Вейн Ґрецкі, Катріона Лемей-Доан, Стів Неш, Ненсі Грін, Рік Хансен | Хокей із шайбою, Ковзанярський спорт, баскетбол, гірськолижний спорт, паралімпієць |
| 2014 | Сочі              | Росія           | Ірина Родніна, Владислав Третьяк                                   | Фігурне катання, Хокей із шайбою                                                   |
| 2018 | Пхьончхан         | Корея           | Кім Йон А                                                          | Фігурне катання                                                                    |
| 2022 | Пекін             | Китай           | Чжао Цзявен, Дінігір Йіламуцзян                                    | Лижні перегони, Лижне двоборство                                                   |
| 2026 |                   |                 |                                                                    |                                                                                    |

## Виконавиці ролі Олімпійської верховної жриці

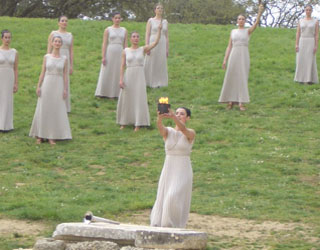
Марія Нафпліоту (в центрі) під час церемонії запалення олімпійського вогню,
Олімпія, 2008 рік

| рік/роки  | акторка                    |
| --------- | -------------------------- |
| 1936      | Кула Пратсіка              |
| 1948      | Марія Ангелукопулу         |
| 1952      | Ксантіппі Піхеон-Теологіті |
| 1956-1964 | Алека Кацелі               |
| 1968-1980 | Марія Мосхоліу             |
| 1984-1988 | Катерині Дідаскалу         |
| 1992-1998 | Марія Памбукі              |
| 2000-2006 | Талія Прокопіу             |
| 2008      | Марія Нафпліоту            |
| 2010-2012 | Іно Менегакі               |
| з 2014    | Катерині Леху              |